# Vorstadtstraße 42 (Gochsheim/Baden)

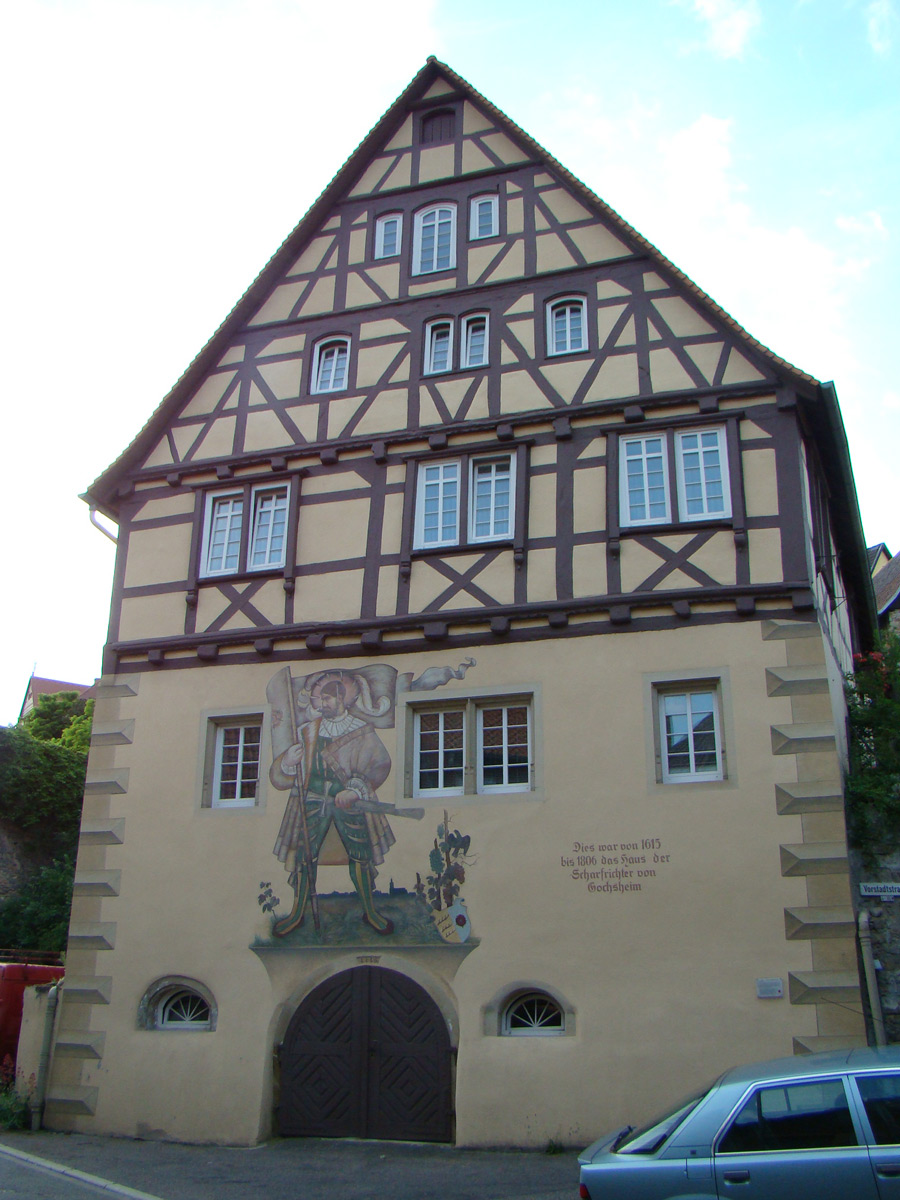
Vorstadtstraße 42 in Gochsheim

Das Haus Vorstadtstraße 42 in Gochsheim, einem Stadtteil von Kraichtal im Landkreis Karlsruhe im nordwestlichen Baden-Württemberg, ist ein Fachwerkhaus aus dem 17. Jahrhundert. Es ist das so genannte Scharfrichterhaus.

## Beschreibung
Das an einem Hang stehende Haus besteht aus einem hochliegenden Keller, einem massiven Erdgeschoss, einem Fachwerkstock und drei Dachstöcken. Im Gewände des rundbogigen Kellereingangs ist die Jahreszahl 1615 angebracht, möglicherweise das Jahr eines Umbaus. 
Nach dem Pfälzischen Erbfolgekrieg wurde das Fachwerkhaus um 1700 wiederaufgebaut. Als Zierformen sind an der Giebelseite unter den Fensterbrüstungen Andreaskreuze und in den Dachstöcken der Fränkische Mann und profilierte Schwellen zu sehen. 